# Yamato (razdoblje)
Yamato (japanski 大和時代 Yamato-jidai) razdoblje je u japanskoj povijesti kad je japanski carski dvor vladao iz pokrajine Yamatoa.
Kofunsko razdoblje i razdoblje Asuka se ponekad zajedno nazivaju razdoblje Yamato. Konvencijski se Yamato definira kao razdoblje od 250. do 710. godine, obuhvaćajući Kofun (oko 150. – 538.) i Asuku (538. – 710.), stvarno vrijeme kad je počela vlast Yamata predmetom je spora u znanstvenoj zajednici. Supremacija yamatovskog dvora bila je ugrožena tijekom razdoblja Kofuna, a ugrožavale su ju druge političke strukture koje su imale sjedište po inim dijelovima Japana. Pouzdano se zna da su yamatski klanovi bili u velikoj prednosti nad susjednim klanovima u 6. stoljeću.
Politička struktura Yamatoa se je velikim dijelom razvila tijekom Asuke.
Ovo razdoblje dijeli događaj kad se je glavni grad preselio u Asuku, u današnju prefekturu Naru. Taj događaj dijeli Yamato na razdoblja Kofun i Asuku. No, Kofun je arheološko razdoblje dok je Asuka povijesno razdoblje te stoga brojni smatraju da je ovo jedna zastarjela podjela te ova podjela razdoblja nije više popularna u Japanu.
Razdoblje su obilježili utjecaj kulture s kontinenta, kao i doseljenici iz tih krajeva. U ovom je razdoblju došao budizam u Japan.